# Wyhratal
Wyhratal war eine Gemeinde bis zur Eingemeindung in die Stadt Borna im Landkreis Leipzig (Freistaat Sachsen). Sie war zwischen 1993 und 2003 eine selbstständige Gemeinde mit den Ortsteilen Neukirchen, Wyhra, Thräna und Zedtlitz. Zum 1. Januar 2004 wurde die Gemeinde Wyhratal nach Borna eingemeindet.
Nach der Eingemeindung  sind sie eigenständige Ortsteile von Borna. Allerdings mit einem gemeinsamen Ortschaftsrat.

## Geografie
Das Wyhratal liegt im Tal der namensgebenden Wyhra an der Landesgrenze von Sachsen zu Thüringen zwischen Borna im Norden und Altenburg im Süden. Im Gebiet der Ortschaft liegen Teile von gefluteten Tagebaurestlöchern, u. a. ein Teil des Speicherbeckens Borna, des Harthsees und des Bockwitzer Sees.

## Geschichte
Die Gemeinde Wyhratal entstand zum 1. Dezember 1993 durch Zusammenschluss der Gemeinden Neukirchen-Wyhra mit den Ortsteilen Neukirchen und Wyhra und Zedtlitz mit den Ortsteilen Zedtlitz, Plateka und Raupenhain. Am 1. Juli 1997 wurde die Gemeinde Thräna eingemeindet, zu der neben Thräna die 1952 bis 1957 durch den Tagebau Borna-West devastierte Flur des Orts Blumroda gehörte.

### Eingemeindungen
| Ehemalige Gemeinde | Datum      | Anmerkung                                                                                                 |
| ------------------ | ---------- | --- |
| Blumroda           | 01.01.1960 | Eingemeindung nach Thräna, 1952–1957 durch Braunkohlentagebau Borna-West beseitigt (heute Speicher Borna) |
| Neukirchen         | 01.10.1948 | Zusammenschluss mit Wyhra zu Neukirchen-Wyhra                                                             |
| Neukirchen-Wyhra   | 01.10.1993 | Zusammenschluss mit Zedtlitz zu Wyhratal                                                                  |
| Plateka            | vor 1880   | Eingemeindung nach Zedtlitz                                                                               |
| Raupenhain         | vor 1880   | Eingemeindung nach Zedtlitz                                                                               |
| Thräna             | 01.07.1997 | Eingemeindung nach Wyhratal                                                                               |
| Wyhra              | 01.10.1948 | Zusammenschluss mit Neukirchen zu Neukirchen-Wyhra                                                        |
| Wyhratal           | 01.01.2004 | Eingemeindung nach Borna                                                                                  |
| Zedtlitz           | 01.12.1993 | Zusammenschluss mit Neukirchen-Wyhra zu Wyhratal                                                          |

## Verkehr
Das Gebiet der Ortschaft Wyhratal wird im Westen von der B 93 tangiert, die im Ortsgebiet von Thräna die Grenze nach Thüringen passiert. Durch die östlichen Ortsteile Zedtlitz und Neukirchen verläuft die zur S 51 herabgestufte B 95, östlich der Ortslagen die A 72. Durch Wyhratal führt die Trasse der Bahnstrecke Neukieritzsch–Chemnitz, auf der auch die S-Bahn Mitteldeutschland nach Geithain verkehrt. Bahnhöfe gibt es in den Ortsteilen Plateka („Petergrube“) und Neukirchen („Neukirchen-Wyhra“).